# Remy (Oise)
Remy település Franciaországban, Oise megyében. Lakosainak száma 1957 fő (2022. január 1.). Remy Montmartin, Arsy, Baugy, Estrées-Saint-Denis, Francières, Jonquières, Lachelle, Monchy-Humières és Moyvillers községekkel határos.

## Népesség
A település népessége az elmúlt években az alábbi módon változott:
| Lakosok száma | 1763 | 1753 | 1840 | 1836 | 1881 | 1920 | 1960 | 1973 | 1957 |
|               | 2013 | 2015 | 2016 | 2017 | 2018 | 2019 | 2020 | 2021 | 2022 |